# Ferdinand Tremel
Ferdinand Victor Tremel (* 26. Jänner 1902 in Öblarn; † 27. September 1979 ebenda) war ein österreichischer Historiker.

## Leben
Ferdinand Tremel wurde am 26. Jänner 1902 als Sohn des Bezirksschulinspektors Ferdinand Tremel (* 26. April 1863) und dessen Ehefrau Theresia (geborene Gretler; * 13. September 1863) in Öblarn geboren und am 17. Jänner 1892 auf den Namen Ferdinand Victor getauft. Seine Eltern hatten am 12. Juni 1888 geheiratet.
Er wurde am 30. Mai 1925 zum Doktor der Philosophie promoviert. Er war Direktor des Akademischen Gymnasiums Graz. Die Universität Graz ernannte ihn 1957 zum außerordentlichen Universitätsprofessor und 1972 zum ordentlichen Universitätsprofessor. Die Universität Innsbruck verlieh ihm 1971 das Ehrendoktorat der Sozial- und Wirtschaftswissenschaften. Die ÖAW wählte ihn 1972 zu ihrem korrespondierenden Mitglied.

## Schriften (Auswahl)
- Der Bergbau als städtebildende Kraft in der Steiermark und in Kärnten. Wien 1968, OCLC 72965055.
- Wirtschafts- und Sozialgeschichte Österreichs. Von den Anfängen bis 1955. Wien 1969, OCLC 1087873861.
- Bergbau und Kultur in Kärnten. Wien 1970, OCLC 35680275.
- Hans Pirchegger (1875–1973). Ein Lebensbild des großen steirischen Forschers und Lehrers. Graz 1975, OCLC 174227568.